# Thar Es-Souk
Thar Es-Souk oder Tahar Souk (arabisch طهر السوق) ist eine Kleinstadt und eine Gemeinde mit etwa 5200 Einwohnern in der Provinz Taounate in der Region Fès-Meknès im Norden Marokkos.

## Lage und Klima
Der Ort Thar Es-Souk liegt am Oued Ouerrha in den südlichen Ausläufern des Rifgebirges ca. 48 km (Fahrtstrecke) nordöstlich der Provinzhauptstadt Taounate in einer Höhe von ca. 490 m. Das Klima ist gemäßigt bis warm; Regen (ca. 520 mm/Jahr) fällt nahezu ausschließlich im Winterhalbjahr.

## Bevölkerung
| Jahr      | 1994 | 2004 | 2014 | 2024 |
| Einwohner | 3311 | 3792 | 5182 | 5218 |

Die Bevölkerung des Ortes ist zumeist berberischer Abstammung; man spricht Tarifit und Marokkanisches Arabisch.

## Wirtschaft
Im Umland wird Landwirtschaft und Viehzucht betrieben. Angebaut wird vor allem Weizen, außerdem Obst und Früchte wie Kirschen, Äpfel, Pfirsiche, Feigen sowie Oliven für die Ölproduktion.

## Geschichte
Das zur Jebala-Region gehörende Gebiet um Thar Es-Souk wurde und wird von zwei ehemals verfeindeten Berberstämmen bewohnt – den Aït Mernissa und den Aït Ouerrha. Bis zur Schaffung der Provinz Taounate im Jahr 1977 gehörten der Ort und sein Umland zur Provinz Taza.

## Sehenswürdigkeiten
Etwa 12 km (Luftlinie) östlich des Ortes befindet sich die Barrage Assfalou, ein Stausee mit einem maximalen Fassungsvermögen von 320 Mio. m³ und einer Ausdehnung von ca. 9 km².